# Дека Рекърдс
Decca Records е британска звукозаписна компания със седалище в Кенсингтън, Лондон, Англия. Основана е през 1929 г. от Едуард Люис, непосредствено след закупуването на Decca Gramophone Company. Известна със своите технически иновации, британската компания майка се разраства, за да стане втората най-успешна звукозаписна компания във Великобритания и празнува петдесет години от съществуването си през 1979 г., малко преди да бъде продадена на PolyGram. Както Decca, така и бившият ѝ филиал впоследствие са придобити от Universal Music.
Decca е известна и с това, че отказва да подпише договор с малко известните тогава The Beatles след единствената им звукозаписна сесия с 15 заглавия на 1 януари 1962 г. Decca Records обаче коригира ситуацията, като приема по-късно Rolling Stones, а след това и The Who.

## Името
Името идва от преносим грамофон, наречен Decca Dulcephone, патентован през 1914 г. от производителя на музикални инструменти Barnett Samuel and Sons. Името Decca е измислено от Уилфред С. Самюъл чрез сливане на думата Mecca (Мека) с инициала D в логото им Dulcet или търговската марка Dulcephone. Самюъл, лингвист, избира Decca за търговска марка, тъй като тя е лесна за произнасяне на повечето езици. В крайна сметка компанията е преименувана на Decca Gramophone Co. Ltd. и е продадена на бившия борсов посредник Едуард Люис през 1929 г. Няколко години по-късно Decca Records се превръща във втората по големина звукозаписна компания в света, като се нарича The Supreme Record Company. Decca купува британския клон на Brunswick Records и продължава да го управлява под това име.
През 50-те години на ХХ век американските студия на Decca се намират в Ню Йорк.

## История
Американският лейбъл Decca е създаден от Люис през 1934 г., а музиката на компанията е представлявана и разпространявана от Brunswick Records във Великобритания до средата на 70-те години, когато Едуард Люис купува британския клон.
До 1947 г. американската компания Decca издава записите на класическа музика на едноименната британската компания. Впоследствие британската Decca поема разпространението чрез новото си американско дъщерно дружество London Records. През 1950 г. американската Decca се завръща активно на пазара на класическа музика, като подписва договори за дистрибуция с Deutsche Grammophon и Parlophone. Иновационни стереозаписи компанията прави от 1954 г. Започва да издава собствени записи на класическа музика през 1956 г., когато музикалният продуцент Израел Хоровиц се присъединява към Decca, за да оглави дейността ѝ в областта на класическата музика. За да засили ангажимента на американската Decca към сериозната музика, съоснователят ѝ Милтън Ракмил (Milton Rackmil) обявява още през август 1950 г. издаването на нова серия дискове, наречена Decca Gold Label, посветена на симфонии, концерти, камерна музика, опера, песни и хорова музика с участието на американски и европейски изпълнители. Сред класическите записи, издадени в поредицата на Decca Gold Label са включени албуми на Лерой Андерсън, симфоничния оркестър на Синсинати под диригентството на Макс Рудолф и китариста Андрес Сеговия. Американската Decca закрива отдела си за класическа музика през 1971 г.
В продължение на много години класическите британски записи на Decca се издават в Съединените щати под лейбъла London Records, тъй като съществуването на американската компания Decca не позволява използването на това име за британските записи, разпространявани в Съединените щати. След сливането на лейбълите MCA и PolyGram през 1999 г., за да се създаде Universal Music, тази практика вече не е необходима. Сега Decca произвежда по-малко големи класически записи, но все още има пълен списък от звезди, включително Чечилия Бартоли и Рене Флеминг. Каталогът ѝ включва няколко забележителни и приветствани от критиката записи, като „Ring“ на Джордж Шолти, избрана за най-великата песен на всички времена от критиците на BBC Music Magazine, и Лучано Павароти, който остава изключителен изпълнител на Decca през цялата си кариера.
По отношение на класическата музика, Decca е известна със своите звукозаписи, по-специално с известния Sonic Stage, разработен от 1950 г. под ръководството на Джон Калшоу (John Culshaw). Най-известните договорени изпълнители на Decca са Джоан Съдърланд, съпругът ѝ Ричард Бонинг, Джордж Шолти, Рената Тебалди, както и Марио Дел Монако, а за нейното американско дъщерно дружество, създадено през 1934 г., те са Каунт Бейси, Луис Армстронг, Ела Фицджералд и Сидни Беше. По отношение на бароковата музика, Decca придобива френския лейбъл L'Oiseau-Lyre през 1970 г. От 2008 г. записите на класическа музика, първоначално издадени от Philips, са преиздадени под лейбъла Decca.
През 1994 г. MCA Nashville възражда лейбъла Decca като лейбъл за кънтри музика.
През 2017 г. Universal Music възражда американския лейбъл за класическа музика Decca Gold под управлението на Verve Label Group.
Както британската, така и американската Decca преминават под собствеността на един собственик, UMG. PolyGram, която купува British Decca през 1980 г., както и Music Corporation of America (купила American Decca двадесет години по-рано), са придобити от Universal Music Group през 1998 г. Консолидацията, обединяваща американската и британската Decca под една компания майка, води до закриването на лейбъла за кънтри музика Decca в САЩ, а подразделението за класическа музика London Records е преименувано на Decca Records в Северна Америка през февруари 1999 г. Каталогът на Philips Records, също собственост на Universal, е обединен с този на British Decca. Universal притежава и Deutsche Grammophon, който остава отделен лейбъл в рамките на групата и също така управлява американския каталог за класическа музика на Decca. През 2011 г. Universal дарява 200 000 от своите американски мастър записи на Decca от 20-те до 40-те години на ХХ век на Библиотеката на Конгреса на САЩ.